# 帕基
帕基（西班牙語：Paqui，1970年12月6日—），西班牙男子足球运动员，司职后卫。他曾入选1992年夏季奥林匹克运动会西班牙男子足球队名单，但并未上场参赛。他于2004年退役。